# Iwan Sergejewitsch Maslennikow
Iwan Sergejewitsch Maslennikow (russisch Иван Сергеевич Масленников, * 1982) ist ein früherer russischer Bogenbiathlet.
Iwan Maslennikow ist mit vier gewonnenen Goldmedaillen einer der erfolgreichsten Teilnehmer bei Bogenbiathlon-Weltmeisterschaften, ohne dabei je eine Medaille in einem Einzelwettbewerb gewonnen zu haben. Seinen ersten Titel gewann der Russe bei den Weltmeisterschaften 2001 in Kubalonka an der Seite von Maxim Menschikow, Wladimir Fomitschow und Andrei Markow. Es war der erste Titel einer russischen Staffel in dieser Sportart, bis 2005, der letzten Austragung, sollten vier weitere Siege in Folge folgen. Beim Top-15-Massenstartrennen in Pokljuka verpasste er im selben Jahr als Viertplatzierter um einen Rang das Podest. 2002 gewann Maslennikow in Pokljuka mit Michail Woronin, Igor Samoilow und Andrei Markow sein zweites Staffelgold. 2003 in Krün mit Samoilow, Fomitschow und Markow zum dritten Mal. Seinen vierten und letzten Titel gewann Maslennikow 2004 an der Seite von Samoilow, Igor Borissow und Markow in Pokljuka. Zudem wurde er Neunter im Sprint, Sechster der Verfolgung und Siebter im Massenstartrennen.